# John Fulton Reynolds
John Fulton Reynolds (Lancaster, 20 settembre 1820 – Gettysburg, 1º luglio 1863) è stato un generale statunitense.
Con il grado di generale dell'Unione nella guerra di secessione americana fu uno dei comandanti più esperti e rispettati. Giocò un ruolo decisivo il primo giorno della battaglia di Gettysburg, decidendo di propria iniziativa di impegnare l'Armata del Potomac contro le forze confederate. Venne ucciso poco dopo l'inizio dei combattimenti.

## Giovinezza e carriera
Reynolds nacque a Lancaster, Pennsylvania figlio di John Reynolds (1787–1853) e Lydia Moore Reynolds (1794–1843). Due suoi fratelli furono James LeFevre Reynolds, Quartermaster General della Pennsylvania, e il contrammiraglio Will Reynolds. Prima degli studi militari, Reynolds studiò nella vicina Lititz, circa 6 km dalla casa paterna. Quindi frequentò una scuola in Long Green, Maryland e infine la Lancaster County Academy.
Reynolds venne accettato alla United States Military Academy nel 1837 grazie al senatore James Buchanan, un amico di famiglia, e si diplomò 26° su 50 cadetti nella classe del 1841. Venne assegnato con il brevetto di sottotenente al 3rd U.S. Artillery, assegnato a Fort McHenry. Dal 1842 al 1845 venne assegnato a St. Augustine e a Fort Moultrie, Carolina del Sud, prima di unirsi all'esercito di Zachary Taylor a Corpus Christi, Texas, per la guerra messico-statunitense. In Messico ricevette due promozioni, a capitano per il coraggio alla battaglia di Monterrey e a maggiore alla battaglia di Buena Vista, dove i cannoni sotto il suo comando impedirono alla cavalleria messicana di accerchiare il fianco sinistro americano. Durante la guerra divenne amico degli ufficiali Winfield Scott Hancock e Lewis A. Armistead.
Al ritorno dal Messico, venne assegnato a Fort Preble, Maine, a New Orleans e a Fort Lafayette, New York. Nel 1855, venne inviato quindi a ovest a Fort Orford, Oregon e partecipò alla guerra Rogue River del 1856 e alla guerra dell'Utah contro i mormoni nel 1857-58. Dal settembre 1860 al giugno 1861 fu comandante dei cadetti di West Point, servendo anche come istruttore di artiglieria, cavalleria e tattiche di fanteria. Al suo ritorno dall'ovest Reynold divenne ben presto fidanzato con Katherine May Hewitt. Poiché Reynolds era protestante e Hewitt cattolica, il fidanzamento venne tenuto segreto e i genitori di Hewitt lo vennero a sapere solo dopo la sua morte.

## Guerra di secessione

### Primi incarichi e le battaglie dei sette giorni
Poco dopo l'inizio della guerra di secessione, Reynolds declinò la posizione offertagli di aiuto di campo per il tenente generale Winfield Scott. Venne nominato tenente colonnello del U.S. 14th Infantry Regiment, ma prima di poter unirsi a questa unità, venne promosso, il 20 agosto 1861, a generale di brigata e venne convocato a Washington. Mentre era in viaggio gli ordini vennero cambiati e l'ufficiale venne inviato a Capo Hatteras nella Carolina del Nord. Il maggiore generale George B. McClellan intervenne con il segretario alla guerra per cambiare ancora una volta gli ordini, assegnandolo all'appena formata Armata del Potomac. Il suo primo incarico fu nella commissione che esaminava le qualifiche degli ufficiali volontari, ma ben presto gli venne dato il comando di una brigata della Pennsylvania Reserves (volontari dello Stato della Pennsylvania).
Mentre l'armata di McClellan agiva nella penisola della Virginia nella Campagna Peninsulare del 1862, Reynolds occupò e divenne il governatore militare di Fredericksburg. Alla sua brigata venne quindi ordinato di unirsi al V Corps a Mechanicsville, appena prima dell'inizio delle Battaglie dei Sette Giorni. La brigata venne colpita duramente dall'attacco dell'esercito confederato del 26 giugno alla battaglia di Beaver Dam Creek, ma la linea difensiva tenne e Reynolds ricevette più tardi una lettera di raccomandazione dal suo comandante di divisione, brigadier generale George A. McCall.
L'attacco confederato continuò il 27 giugno e Reynolds, esaurito dalla battaglia di Gaines' Mill e da due giorni senza dormire, venne catturato a Boatswain's Swamp, Virginia. Pensando di essere in un luogo relativamente sicuro, cadde addormentato e non si rese conto che le sue truppe in ritirata lo lasciarono indietro. Comparve estremamente imbarazzato di fronte al generale D.H. Hill, comandante delle truppe che l'avevano catturato; questi prima della guerra era un amico e un collega. Si dice che Hill gli disse "Reynolds, do not feel so bad about your capture, it is the fate of wars."("Reynolds, non sentirti così male per essere stato catturato, è il destino delle guerre") Reynolds venne trasferito a Richmond e imprigionato nella Libby Prison, ma venne rapidamente scambiato il 15 agosto per Lloyd Tilghman.

### Seconda battaglia di Bull Run, Fredericksburg e Chancellorsville

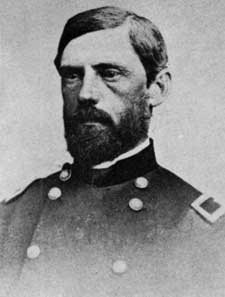
John F. Reynolds

Al suo ritorno Reynolds ricevette il comando della Pennsylvania Reserves Division, il cui comandante, generale McCall, era stato catturato due giorni dopo Reynolds. Il V Corps venne aggregato all'Armata della Virginia, al comando del maggior generale John Pope, a Manassas. Il secondo giorno della seconda battaglia di Bull Run, mentre la maggior parte dell'esercito unionista stava ritirandosi, Reynolds organizzò con i suoi uomini una aspra resistenza sulla Henry House Hill, sito, l'anno precedente, della grande sconfitta unionista della prima Bull Run. Sventolando la bandiera del 2nd Reserves regiment, gridò, "Now boys, give them the steel, charge bayonets, double quick!" ("Forza ragazzi, facciamogli sentire l'acciaio, innestate le baionette, passo di carica!"). Il suo contrattacco arrestò l'avanzata confederata abbastanza a lungo da dare il tempo all'esercito unionista di ritirarsi ordinatamente, probabilmente fu il fattore più importante nell'impedirne la sua completa distruzione.
Su richiesta del governatore della Pennsylvania, Andrew G. Curtin, venne dato a Reynolds il comando della Pennsylvania Militia durante la invasione del Maryland del generale Robert E. Lee. I generali McClellan e Joseph Hooker si lamentarono che "a un governatore terrorizzato non dovrebbe essere permesso di rovinare le qualità di un'intera divisione", ma la volontà del governatore prevalse e Reynolds trascorse due settimane in Pennsylvania addestrando vecchi e ragazzi e non partecipando alla battaglia di Antietam. Comunque, tornò all'Armata del Potomac alla fine del 1862 e assunse il comando del I Corps. Una delle sue divisioni al comando del generale di brigata George G. Meade, riuscì a effettuare l'unico sfondamento della battaglia di Fredericksburg, ma Reynolds non rinforzò Meade con le sue due altre divisioni e l'attacco terminò con un fallimento. Raynolds non aveva ricevuto chiare istruzioni dal brigadier generale William B. Franklin riguardo ai suoi compiti nell'attacco. Dopo la battaglia venne promosso a maggior generale dei volontari a partire dal 29 novembre 1862.
Alla battaglia di Chancellorsville nel maggio 1863, Reynolds ebbe un vivace contrasto con il suo superiore, il maggior generale Hooker, suo predecessore al comando del I Corps, ma ora comandante dell'Armata del Potomac. Hooker intendeva inizialmente schierare il I Corps all'estremo fianco sinistro della linea unionista, a sud est di Fredericksburg, sperando di minacciare e intimidire il fianco destro confederato. Il 2 maggio Hooker cambiò idea e ordinò al corpo di condurre una marcia giornaliera di quasi 20 miglia per girare attorno alla linea unionista e diventarne l'estrema ala destra a nordovest del XI Corps. La marcia venne ritardata da problemi di comunicazione e dalla necessità di muoversi di nascosto per evitare il contatto con i confederati. Perciò il I Corps non era ancora in posizione quando l'XI Corps venne sorpreso e sopraffatto dall'attacco sul fianco del tenente generale Thomas J. "Stonewall" Jackson. La sconfitta distrusse la volontà combattiva di Hooker, che convocò un consiglio di guerra il 4 maggio. Reynolds votò per proseguire la battaglia, ma sebbene il voto fosse tre contro due a favore di un'azione offensiva, Hooker decise ugualmente di ritirarsi. Reynolds, che se n'era andato a letto dopo aver delegato il suo voto a Meade, si svegliò e borbottò abbastanza forte perché Hooker lo sentisse: "Qual è il senso di convocarci a quest'ora della notte quando intendeva comunque ritirarsi?". I 17 000 uomini del I Corps non vennero impegnati durante la battaglia a Chancellorsville e soffrirono solo 300 perdite in tutta la campagna.
Reynolds richiese insieme a diversi altri colleghi ufficiali che Hooker venisse sostituito, nella stessa maniera in cui aveva parlato contro il maggior generale Ambrose Burnside dopo Fredericksburg. Nella precedente occasione, Reynolds aveva scritto in una lettera privata "Se non otteniamo presto qualcuno in grado di comandare un'armata senza consultarsi con 'Stanton e Halleck' a Washington, Io non so cosa succederà a questa Armata." Il presidente degli Stati Uniti Abraham Lincoln incontrò privatamente Reynolds il 2 giugno e si ritiene che gli abbia chiesto se avesse considerato di poter essere il nuovo comandante dell'Armata del Potomac. Si suppone che Reynold abbia risposto che avrebbe accettato il comando solo se gli avesse dato carta bianca e l'avesse protetto dalle pressioni politiche che avevano influenzato i precedenti comandanti dell'Armata. Impossibilitato a soddisfare queste richieste, Lincoln, il 28 giugno, promosse il più giovane George G. Meade al posto di Hooker.

### Gettysburg

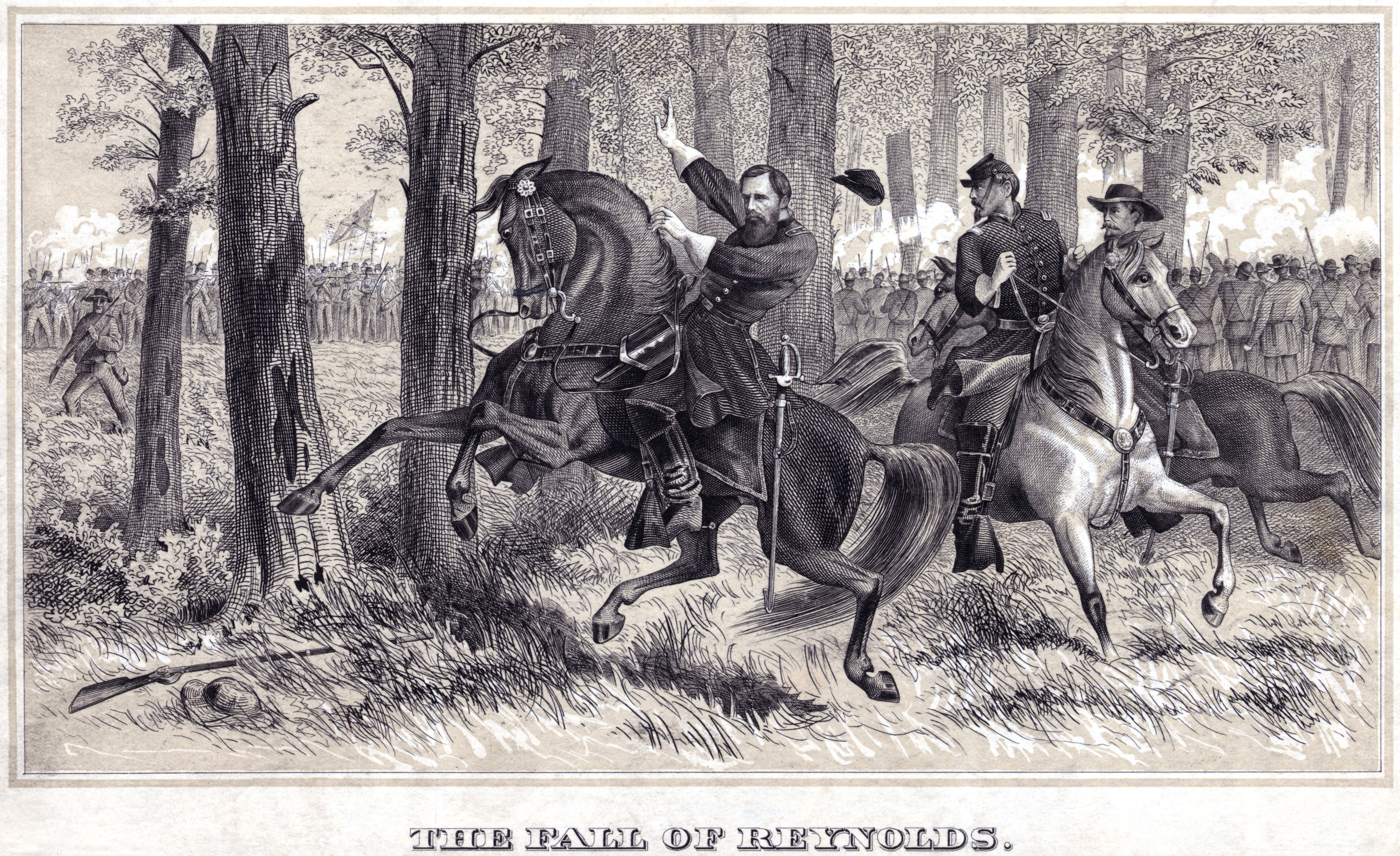
"The Fall of Reynolds" dipinto della morte di Reynolds a Gettysburg

Il mattino del 1º luglio 1863 Reynolds era al comando dell'"ala sinistra" dell'Armata del Potomac, con il controllo operativo sul I, III, e XI Corps e della divisione di cavalleria del brigadier generale John Buford. Buford occupava la città di Gettysburg, e aveva costituito una leggera linea difensiva a nord e a ovest della città. Oppose resistenza all'avvicinarsi di due brigate di fanteria confederata sul Chambersburg Pike fino a che l'unità di fanteria più vicina, il I Corps di Reynolds non cominciò ad arrivare. Reynolds cavalcò davanti alla 1st Division, incontrandosi con Buford e quindi accompagnò alcuni dei suoi soldati, probabilmente della brigata del brigadier generale Lysander Cutler nei combattimenti a Herbst's Woods. Cominciarono ad arrivare le truppe della Iron Brigade del brigadier generale Solomon Meredith, e mentre Reynolds stava controllando il piazzamento del 2nd Wisconsin, cadde da cavallo ferito dietro al collo, e morì quasi all'ìstante. Il comando passò al suo comandante di divisione più anziano, il maggior generale Abner Doubleday.
(Noah Andre Trudeau, Gettysburg: A Testing of Courage)
La perdita del generale Reynolds fu profondamente sentita nell'esercito. Era amato dai suoi uomini e rispettato dai suoi parigrado. I suoi contemporanei non hanno lasciato testimonianze negative su di lui. Lo storico Shelby Foote ha scritto che molti lo consideravano "non solo il più alto in grado, ma anche il miglior generale dell'esercito" La sua morte ebbe comunque un effetto immediato. Ratificando il piano difensivo di Buford e impegnando la fanteria del suo I Corps, Reynolds in effetti scelse la localizzazione del campo di battaglia a Gettysburg per Meade, trasformando uno scontro occasionale in una grande e combattuta battaglia generale e impegnando l'Armata del Potomac su quel terreno, con forze che erano inizialmente numericamente inferiori a quelle che stavano concentrando in quel luogo i confederati. Nella confusione di comando che seguì la sua morte, i due corpi d'armata unionisti che raggiunsero il campo di battaglia furono sopraffatti e costretti a ritirarsi lungo le strade di Gettysburg fino alle colline a sud della città, dove furono raggruppate dal suo vecchio amico, il maggior generale Winfield S. Hancock.
Il corpo di Reynols venne immediatamente trasportato da Gettysburg a Taneytown nel Maryland, e quindi inviato alla sua città natale, Lancaster, dove venne seppellito il 4 luglio 1863. Tre statue nel Gettysburg National Military Park lo ricordano (una statua equestre sul McPherson Ridge, una di John Quincy Adams Ward nel National Cemetery e una sul Pennsylvania Memorial), così come una di fronte al municipio di Filadelfia.
Kate Hewitt aveva concordato con Reynolds che se lui fosse stato ucciso in guerra e non si sarebbero potuti sposare, si sarebbe rinchiusa in convento. Dopo il funerale si recò a Emmitsburg nel Maryland e si unì alla St. Joseph Central House of the Order of the Daughters of Charity (attualmente parte della Mount Saint Mary's University).

### Controversie sulla morte
Gli storici non concordano sui dettagli della morte di Reynols, incluso il momento preciso (o le 10:15 o le 10:40–10:50), il luogo esatto (sull'East McPherson Ridge, vicino al 2nd Wisconsin Infantry, o sul West McPherson Ridge, vicino al 19th Indiana), e l'origine del proiettile (un fante confederato, un cecchino confederato o fuoco amico). Una fonte primaria, il sergente Charles Henry Veil, suo attendente e portabandiera, descrisse gli eventi in una lettera del 1864, ma si contraddisse in alcuni dettagli in un'altra lettera 45 anni dopo. Jennie, la sorella di Reynolds, scrisse in una lettera, che la ferita aveva una traiettoria discendente dal collo, implicando quindi che il colpo provenisse dall'alto, presumibilmente un cecchino su un albero o in una stalla. Gli storici Bruce Catton e Glenn Tucker asseriscono fermamente che il responsabile fu un cecchino; secondo Stephen Sears l'origine fu un fuoco di volata del 7th Tennessee contro il 2nd Wisconsin; Edwin Coddington cita la lettera della sorella e ritiene parzialmente credibile la teoria del cecchino, ma tende comunque verso le conclusioni di Sears; Harry W. Pfanz concorda che il luogo si trovava dietro il 2nd Wisconsin, ma non avanza giudizi sulla provenienza del proiettile. Steve Sanders, sulla rivista Gettysburg, suggerisce la possibilità del fuoco amico, basandosi su alcune testimonianze, e conclude che è altrettanto probabile che si trattasse comunque di fuoco confederato.

## Nei media
Reynolds compare nel romanzo The Killer Angels di Michael Shaara, vincitore del Premio Pulitzer nel 1974, così come nel film basato sul romanzo, Gettysburg (nel quale viene interpretato da John Rothman). Nel film Reynolds viene deliberatamente preso di mira da un cecchino confederato, in una scena basata sul dipinto di Don Troiani dell'evento. Reynolds ha anche una parte significativa nel prequel a The Killer Angels, il romanzo Gods and Generals di Jeffrey Shaara, sebbene non compare nel Gods and Generals del 2003 basato su questo romanzo
Una porzione significativa della canzone The Devil to Pay di Jon Schaffer degli Iced Earth nella trilogia di Gettysburg è dedicata a John Reynolds, con la canzone When Johnny Comes Marching Home suonata e stilizzata con chitarra elettrice e orchestra.

## Monumenti a John F. Reynolds

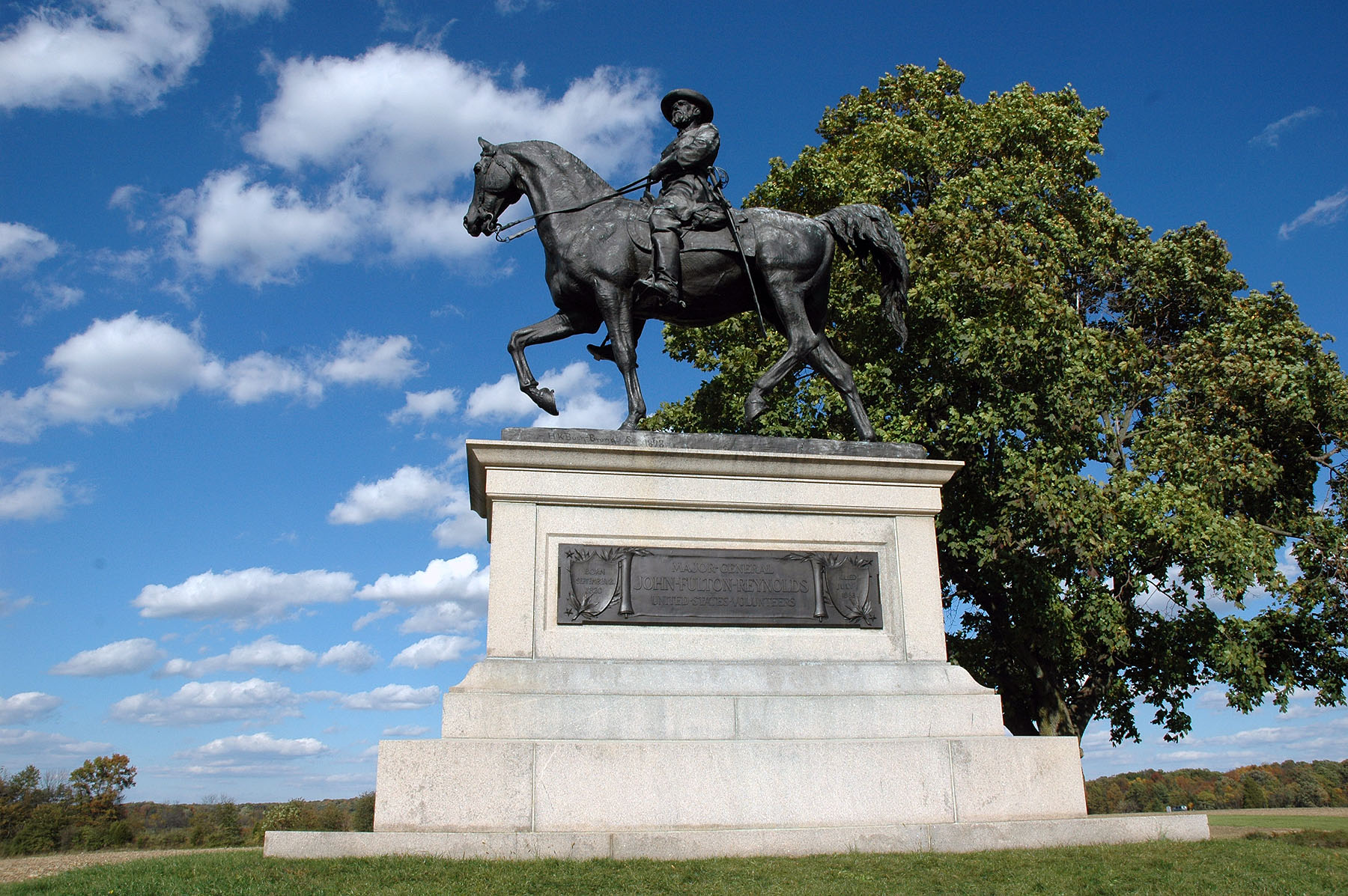
Statua equestre sul McPherson Ridge, Chambersburg Pike, Gettysburg National Military Park
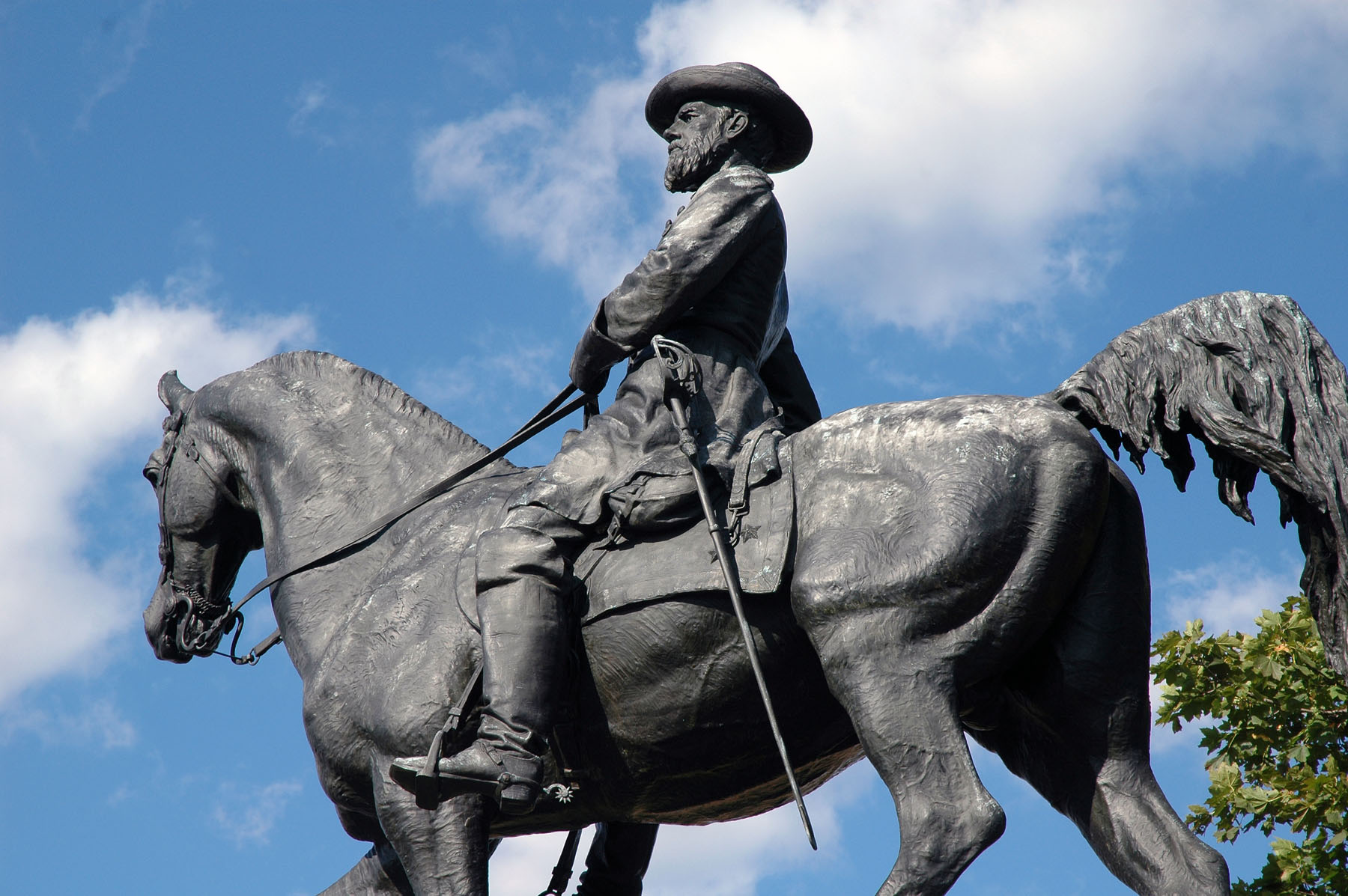
Dettaglio
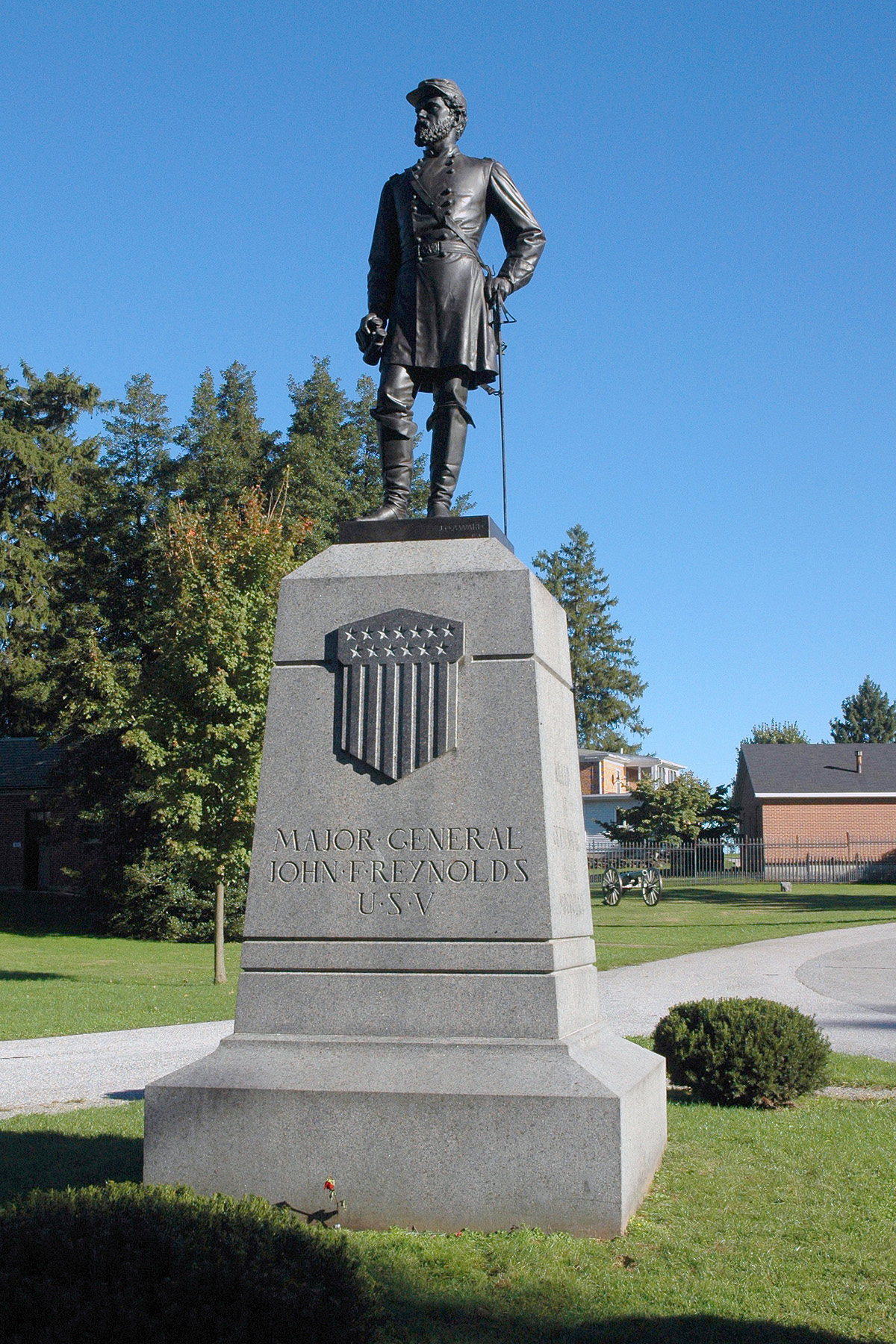
Statua di John Quincy Adams Ward al Cimitero nazionale di Gettysburg, parte del Gettysburg National Military Park
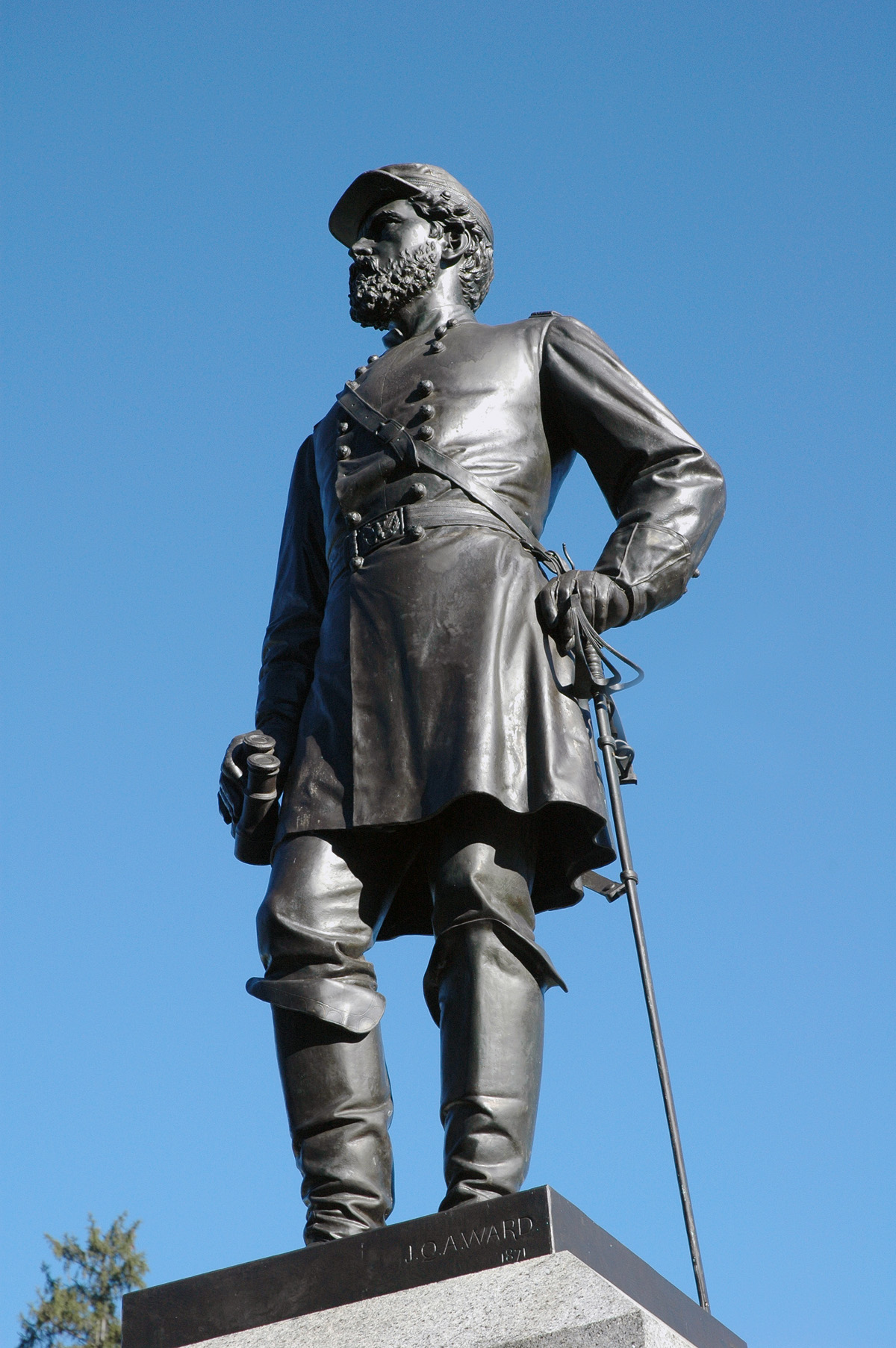
Dettaglio
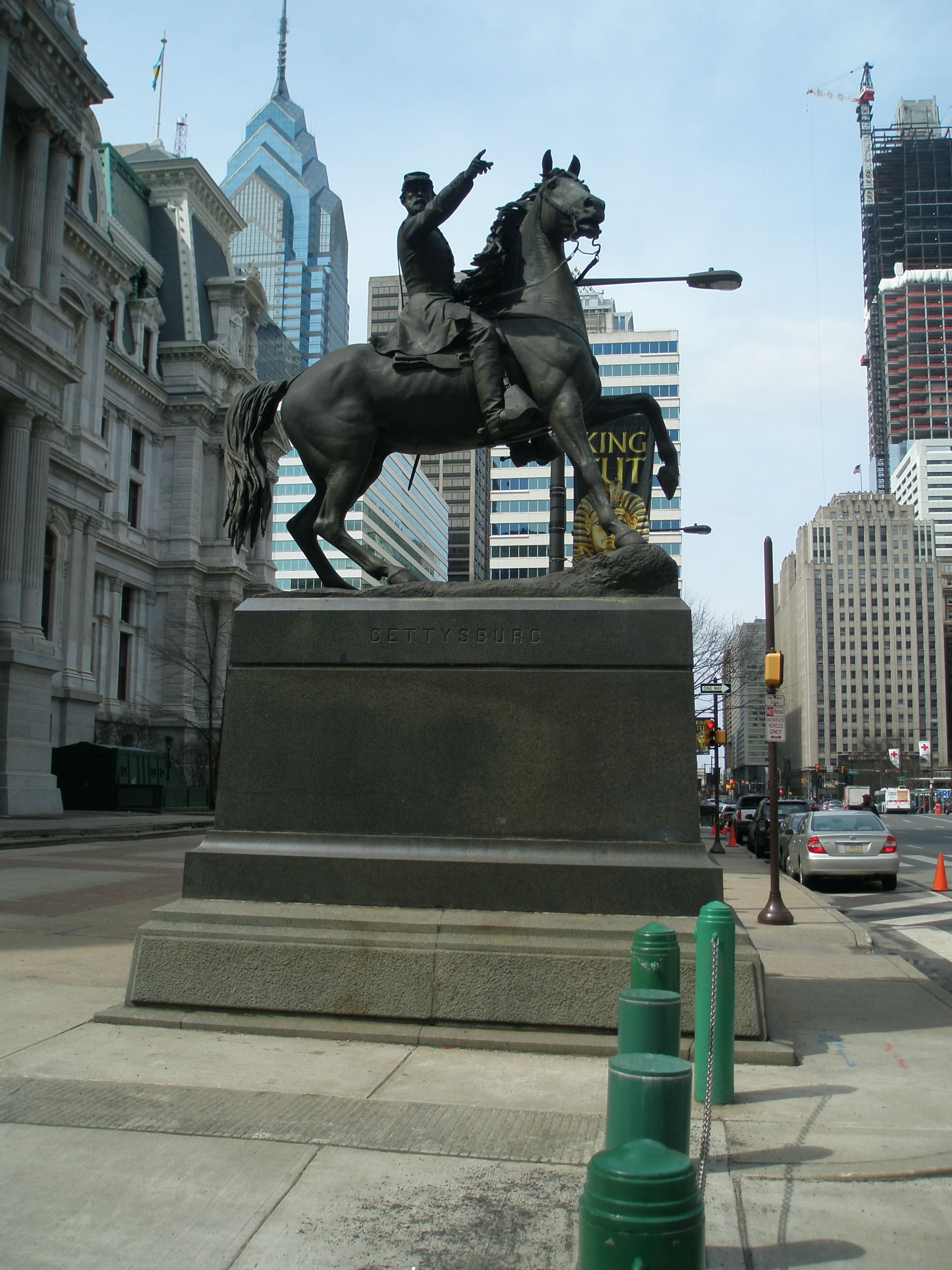
Statua equestre di fronte al municipio di Filadelfia